# 410km-discontinuïteit
De 410km-discontinuïteit is een seismische discontinuïteit op 410 km diepte in de aardmantel. De discontinuïteit vormt van bovenaf gezien de eerste van een serie discontinuïteiten die de zogenaamde manteltransitiezone vormen en wordt gekenmerkt door een plotselinge toename van seismische snelheden. De precieze diepte van de 410km-discontinuïteit kan regionaal met enkele tientallen kilometers verschillen.

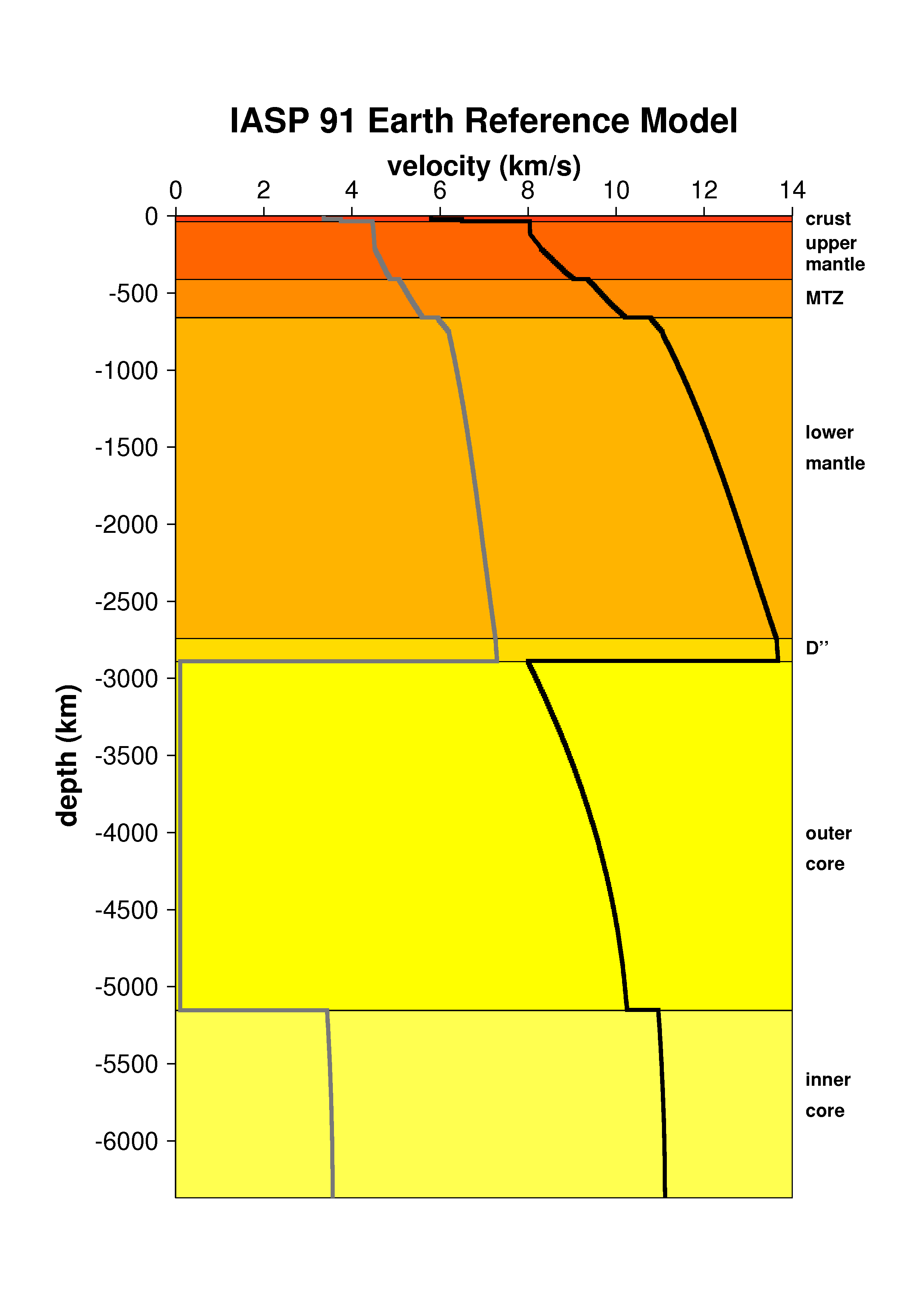
De 410km-discontinuïteit is de eerste discontinuïteit die S- en P-golven ondergaan, zoals men ziet op deze doorsnede van het binnenste van de Aarde.

## Oorzaak
De oorzaak van de discontinuïteit ligt in een faseovergang in het mineraal olivijn, dat het hoofdbestanddeel van de aardmantel vormt. Naar onderen toe verandert olivijn van een α-olivijn- (voornamelijk forsteriet) naar een β-spinelstructuur (wadsleyiet). De chemische samenstelling van het materiaal verandert daarbij niet, wel krijgt het materiaal een hogere dichtheid.

## Eigenschappen
De faseovergang van α-olivijn naar β-spinel vindt plaats bij een bepaalde druk en temperatuur. Op een diepte van 410 km heerst een druk van ongeveer 14 GPa. Bij een hogere temperatuur in de mantel (bijvoorbeeld op de plek van een mantelpluim) is een hogere druk nodig voor de faseovergang. De clapeyroncurve van de faseovergang ligt tussen de 2,9 (oudere standaard) en 4,0 (nieuwe berekeningen) MPa/K).
In moderne laboratoria is het mogelijk druk- en temperatuursomstandigheden na te bootsen die overeenkomen met die tot in de ondermantel. Omdat het echter niet mogelijk is de mineralen zelf onder deze omstandigheden te bestuderen, zijn de precieze eigenschappen van de faseovergangen en reacties op deze diepten niet bekend. Bij het interpreteren van processen in de mantel moet daarom met grote onzekerheden rekening worden gehouden.